# Hot Press
Hot Press est une revue irlandaise quinzomadaire de musique et de politique basée à Dublin. Elle a été fondée en juin 1977. Le magazine a été édité depuis sa création par Niall Stokes. Sa fréquence de diffusion est de 26 numéros par an. Il a notamment couvert la carrière de U2 depuis ses débuts.